# NHL 1973/1974
Sezóna 1973/1974 byla 57. sezonou NHL. Vítězem Stanley Cupu se stal tým Philadelphia Flyers.

## Konečné tabulky základní části

### Východní divize
| Tým                 | Z  | V  | P  | R  | B   | VG  | IG  |
| ------------------- | -- | -- | -- | -- | --- | --- | --- |
| Boston Bruins       | 78 | 52 | 17 | 9  | 113 | 349 | 221 |
| Montreal Canadiens  | 78 | 45 | 24 | 9  | 99  | 293 | 240 |
| New York Rangers    | 78 | 40 | 24 | 14 | 94  | 300 | 251 |
| Toronto Maple Leafs | 78 | 35 | 27 | 16 | 86  | 274 | 230 |
| Buffalo Sabres      | 78 | 32 | 34 | 12 | 76  | 242 | 250 |
| Detroit Red Wings   | 78 | 29 | 39 | 10 | 68  | 255 | 319 |
| Vancouver Canucks   | 78 | 24 | 43 | 11 | 59  | 224 | 296 |
| New York Islanders  | 78 | 19 | 41 | 18 | 56  | 182 | 247 |

### Západní divize
| Tým                     | Z  | V  | P  | R  | B   | VG  | IG  |
| ----------------------- | -- | -- | -- | -- | --- | --- | --- |
| Philadelphia Flyers     | 78 | 50 | 16 | 12 | 112 | 273 | 164 |
| Chicago Black Hawks     | 78 | 41 | 14 | 23 | 105 | 272 | 164 |
| Los Angeles Kings       | 78 | 33 | 33 | 12 | 78  | 233 | 231 |
| Atlanta Flames          | 78 | 30 | 34 | 14 | 74  | 214 | 238 |
| Pittsburgh Penguins     | 78 | 28 | 41 | 9  | 65  | 242 | 273 |
| St. Louis Blues         | 78 | 26 | 40 | 12 | 64  | 206 | 248 |
| Minnesota North Stars   | 78 | 23 | 38 | 17 | 63  | 235 | 275 |
| California Golden Seals | 78 | 13 | 55 | 10 | 36  | 195 | 342 |

## Play off
|  | Čtvrtfinále | Čtvrtfinále         | Čtvrtfinále         |                     |                     | Semifinále          | Semifinále | Semifinále |  |  | Finále Stanley Cupu | Finále Stanley Cupu | Finále Stanley Cupu |
|  |             |                     |                     |                     |                     |                     |            |            |  |  |                     |                     |                     |
|  | V1          | Boston Bruins       | 4                   |                     |                     |                     |            |            |  |  |                     |                     |                     |
|  | V4          | Toronto Maple Leafs | 0                   |                     |                     |                     |            |            |  |  |                     |                     |                     |
|  | V4          | Toronto Maple Leafs | 0                   |                     | V1                  | Boston Bruins       | 4          |            |  |  |                     |                     |                     |
|  |             |                     |                     |                     | V1                  | Boston Bruins       | 4          |            |  |  |                     |                     |                     |
|  |             | Z2                  | Chicago Black Hawks | 2                   |                     |                     |            |            |  |  |                     |                     |                     |
|  | Z2          | Z2                  | Chicago Black Hawks | 2                   | Chicago Black Hawks | 4                   |            |            |  |  |                     |                     |                     |
|  | Z2          |                     |                     |                     | Chicago Black Hawks | 4                   |            |            |  |  |                     |                     |                     |
|  | Z3          | Los Angeles Kings   | 1                   |                     |                     |                     |            |            |  |  |                     |                     |                     |
|  |             |                     |                     |                     |                     |                     |            |            |  |  | V1                  | Boston Bruins       | 2                   |
|  |             |                     | Z1                  | Philadelphia Flyers | 4                   |                     |            |            |  |  |                     |                     |                     |
|  | Z1          | Philadelphia Flyers | 4                   |                     |                     |                     |            |            |  |  |                     |                     |                     |
|  | Z4          | Atlanta Flames      | 0                   |                     |                     |                     |            |            |  |  |                     |                     |                     |
|  | Z4          | Atlanta Flames      | 0                   |                     | Z1                  | Philadelphia Flyers | 4          |            |  |  |                     |                     |                     |
|  |             |                     |                     |                     | Z1                  | Philadelphia Flyers | 4          |            |  |  |                     |                     |                     |
|  |             | V3                  | New York Rangers    | 3                   |                     |                     |            |            |  |  |                     |                     |                     |
|  | V2          | V3                  | New York Rangers    | 3                   | Montreal Canadiens  | 2                   |            |            |  |  |                     |                     |                     |
|  | V2          |                     |                     |                     | Montreal Canadiens  | 2                   |            |            |  |  |                     |                     |                     |
|  | V3          | New York Rangers    | 4                   |                     |                     |                     |            |            |  |  |                     |                     |                     |

## Ocenění
| Prince of Wales Trophy:         | Boston Bruins                                                              |
| Clarence S. Campbell Bowl:      | Philadelphia Flyers                                                        |
| Art Ross Trophy:                | Phil Esposito, Boston Bruins                                               |
| Bill Masterton Memorial Trophy: | Henri Richard, Montreal Canadiens                                          |
| Calder Memorial Trophy:         | Denis Potvin, New York Islanders                                           |
| Conn Smythe Trophy:             | Bernie Parent, Philadelphia Flyers                                         |
| Hart Memorial Trophy:           | Phil Esposito, Boston Bruins                                               |
| Jack Adams Award:               | Fred Shero, Philadelphia Flyers                                            |
| James Norris Memorial Trophy:   | Bobby Orr, Boston Bruins                                                   |
| Lady Byng Memorial Trophy:      | Johnny Bucyk, Boston Bruins                                                |
| Ted Lindsay Award:              | Bobby Clarke, Philadelphia Flyers                                          |
| NHL Plus/Minus Award:           | Bobby Orr, Boston Bruins                                                   |
| Vezina Trophy:                  | Tony Esposito, Chicago Black Hawks tied Bernie Parent, Philadelphia Flyers |
| Lester Patrick Trophy:          | Alex Delvecchio, Murray Murdoch, Weston W. Adams, Sr., Charles L. Crovat   |